# Retinoblastoma-like protein 1
Das Retinoblastoma-like protein 1 (p107, RBL1) ist ein Protein in Eukaryoten, das an der Regulation des Zellzyklus beteiligt ist. Es ist direkt in die Bildung des Heterochromatin beim Beginn der Zellteilung involviert, indem es die Chromatinstruktur und die Methylierung der Histone kontrolliert. RBL1 ist vermutlich ein Tumorsuppressor.
RBL1 wird im S/M-Phasenübergang phosphoryliert und in der G1-Phase des Zellzyklus dephosphoryliert. Das RB1-Protein und das RBL1-Protein können mit dem E1A-Protein der Adenoviren und dem large T-antigen von SV40 Komplexe bilden. Das large T-antigen bindet an RB1 und RBL1 nur, wenn diese dephosphoryliert sind. Beide Proteine können die Transkription von Genen inhibieren, die den Zellzyklus regieren und sogenannte E2F-Bindungstellen in ihren Regulationsgenen besitzen.
RBL1 ist in seiner Sequenz und Funktion dem RB1 ähnlich. Aufgrund der Ähnlichkeit, das RBL1 mit RB1 besitzt, vermutet man, dass RBL1 auch ein Tumorsuppressor ist. Bislang hat man zwei verschiedene Transkripte des Gens entdeckt, die zwei Isoformen des Genproduktes entsprechen.

## Weiterführende Literatur
- B. Faha, M. E. Ewen, L. H. Tsai et al. Interaction between human cyclin A and adenovirus E1A-associated p107 protein. In: Science. vol. 255, 5040, 1992, S. 87–90. PMID 1532458
- M. E. Ewen, Y. G. Xing, J. B. Lawrence, D. M. Livingston: Molecular cloning, chromosomal mapping, and expression of the cDNA for p107, a retinoblastoma gene product-related protein. In: Cell. vol. 66, Nr. 6, 1991, S. 1155–1164. PMID 1833063
- P. K. Datta, P. Raychaudhuri, S. Bagchi: Association of p107 with Sp1: genetically separable regions of p107 are involved in regulation of E2F- and Sp1-dependent transcription. In: Mol. Cell. Biol. vol. 15, Nr. 10, 1995, S. 5444–5452. PMID 7565695
- L. Zhu, L. Zhu, E. Xie, L. S. Chang: Differential roles of two tandem E2F sites in repression of the human p107 promoter by retinoblastoma and p107 proteins. In: Mol. Cell. Biol. vol. 15, Nr. 7, 1995, S. 3552–3562. PMID 7791762
- C. Sardet, M. Vidal, D. Cobrinik et al. E2F-4 and E2F-5, two members of the E2F family, are expressed in the early phases of the cell cycle. In: Proc. Natl. Acad. Sci. USA. vol. 92, Nr. 6, 1995, S. 2403–2407. PMID 7892279
- Y. W. Kim, G. A. Otterson, R. A. Kratzke et al. Differential specificity for binding of retinoblastoma binding protein 2 to RB, p107, and TATA-binding protein. In: Mol. Cell. Biol. vol. 14, Nr. 11, 1994, S. 7256–7264. PMID 7935440
- D. Ginsberg, G. Vairo, T. Chittenden et al. E2F-4, a new member of the E2F transcription factor family, interacts with p107. In: Genes Dev. vol. 8, Nr. 22, 1994, S. 2665–2679. PMID 7958924
- R. L. Beijersbergen, R. M. Kerkhoven, L. Zhu et al. E2F-4, a new member of the E2F gene family, has oncogenic activity and associates with p107 in vivo. In: Genes Dev. vol. 8, Nr. 22, 1994, S. 2680–2690. PMID 7958925
- R. L. Beijersbergen, E. M. Hijmans, L. Zhu, R. Bernards: Interaction of c-Myc with the pRb-related protein p107 results in inhibition of c-Myc-mediated transactivation. In: EMBO J. vol. 13, Nr. 17, 1994, S. 4080–4086. PMID 8076603
- N. Dyson, M. Dembski, A. Fattaey et al. Analysis of p107-associated proteins: p107 associates with a form of E2F that differs from pRB-associated E2F-1. In: J. Virol. vol. 67, Nr. 12, 1993, S. 7641–7647. PMID 8230483
- L. Zhu, S. van den Heuvel, K. Helin et al. Inhibition of cell proliferation by p107, a relative of the retinoblastoma protein. In: Genes Dev. vol. 7, Nr. 7A, 1993, S. 1111–1125. PMID 8319904
- M. A. Ikeda, L. Jakoi, J. R. Nevins: A unique role for the Rb protein in controlling E2F accumulation during cell growth and differentiation. In: Proc. Natl. Acad. Sci. U.S.A. vol. 93, Nr. 8, 1996, S. 3215–3220. PMID 8622916
- Z. X. Xiao, D. Ginsberg, M. Ewen, D. M. Livingston: Regulation of the retinoblastoma protein-related protein p107 by G1 cyclin-associated kinases. In: Proc. Natl. Acad. Sci. U.S.A. vol. 93, Nr. 10, 1996, S. 4633–4637. PMID 8643455
- M. Vidal, R. K. Brachmann, A. Fattaey et al. Reverse two-hybrid and one-hybrid systems to detect dissociation of protein-protein and DNA-protein interactions. In: Proc. Natl. Acad. Sci. U.S.A. vol. 93, Nr. 19, 1996, S. 10315–10320. PMID 8816797
- Z. Shao, J. L. Siegert, S. Ruppert, P. D. Robbins: Rb interacts with TAF(II)250/TFIID through multiple domains. In: Oncogene. vol. 15, Nr. 4, 1997, S. 385–392. PMID 9242374
- R. Verona, K. Moberg, S. Estes et al. E2F activity is regulated by cell cycle-dependent changes in subcellular localization. In: Mol. Cell. Biol. vol. 17, Nr. 12, 1997, S. 7268–7282. PMID 9372959
- J. M. Trimarchi, B. Fairchild, R. Verona et al. E2F-6, a member of the E2F family that can behave as a transcriptional repressor. In: Proc. Natl. Acad. Sci. U.S.A. vol. 95, Nr. 6, 1998, S. 2850–2855. PMID 9501179
- J. M. Sterner, S. Dew-Knight, C. Musahl, et al. Negative regulation of DNA replication by the retinoblastoma protein is mediated by its association with MCM7. In: Mol. Cell. Biol. vol. 18, Nr. 5, 1998, S. 2748–2757. PMID 9566894
- J. T. Woitach, M. Zhang, C. H. Niu, S. S. Thorgeirsson: A retinoblastoma-binding protein that affects cell-cycle control and confers transforming ability. In: Nat. Genet. vol. 19, Nr. 4, 1998, S. 371–374. PMID 9697699
- E. Veal, M. Eisenstein, Z. H. Tseng, G. Gill: A cellular repressor of E1A-stimulated genes that inhibits activation by E2F. In: Mol. Cell. Biol. vol. 18, Nr. 9, 1998, S. 5032–5041. PMID 9710587